# Burcu Güneş

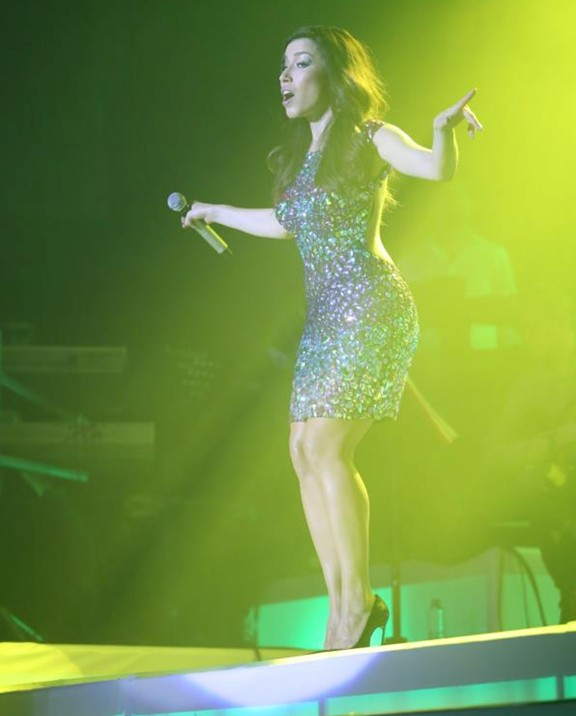
Burcu Güneş (2013)

Burcu Güneş (* 12. August 1975 in Izmir) ist eine türkische Popmusikerin.

## Karriere
Ihre Musikkarriere begann im Jahr 1998 mit der Single Alimallah und dem dazugehörigen Debütalbum Aşk Yarası.
Ein Jahr zuvor nahm sie an der türkischen Vorentscheidung zum Eurovision Song Contest 1997 mit dem Song Gece teil.
Burcu Güneş hat mit bekannten türkischen Künstlern wie Rafet el Roman, Ceza, Selda Bağcan, Sinan Akçıl, Mustafa Ceceli, Mustafa Sandal oder Ozan Doğulu zusammengearbeitet.
In ihrer bisherigen Musiklaufbahn machte sie mit zahlreichen Hits wie Çile Bülbülüm, Ay Şahit, Sahilden, Oflaya Oflaya, Aşkın Beni Baştan Yazar, Yakın Mesafe oder Anıları Yak auf sich aufmerksam.

## Diskografie

### Alben
- 1998: Aşk Yarası
- 2001: Tılsım
- 2004: Ay Şahit
- 2006: Ben Ateş Ben Su
- 2009: Sihirbaz
- 2013: Gül Kokusu
- 2018: Anadolu'nun Güneşi
- 2022: Benim Yolum

### Remixalben
- 2008: On the Club

### Singles
| - 1997: Gece - 1998: Alimallah (Original: Simon Hadchity – Alim Allah) - 1998: Aşk Yarası - 1999: Hayallerde Gezginim - 1999: Son Mektup (mit Rafet el Roman) - 2001: Yansın Geceler - 2001: Uzak Değilim - 2001: Tılsım (Remix) - 2002: Biz Aşkı Meleklerden Çaldık - 2002: Çile Bülbülüm - 2004: Ay Şahit - 2004: Sahilden (mit Ceza) - 2004: Sınıfta Kal - 2006: Olmazsan Olmaz - 2007: Ben Yeter Miyim? - 2007: Kaybol Benle - 2007: Seven - 2008: Yorgunum - 2009: Gözlerinde Bıraktım Aşkı - 2010: Tamamdır - 2010: Level Up (mit Dj Kaan Gokman) - 2010: Ben Bir Tek Kadın (Adam) Sevdim (mit Selami Şahin) - 2011: Mutlu Bütün Şarkılar (mit Ayhan Sicimoğlu) - 2011: Oflaya Oflaya (Hintergrundstimme: Mustafa Ceceli) - 2012: Aşk Gribi - 2012: Bir Sevgi İstiyorum (mit Hüseyin Karadayı) - 2012: Çıkmaz Sokaklar (mit Eflatun) - 2013: Unutma Beni Çiçekleri (mit Enbe Orkestrası) - 2013: Gül Kokusu - 2013: Sen Kaybı - 2014: Aşkın Beni Baştan Yazar | - 2014: Bir Lokma Sevda - 2014: Seni Bir Tek (mit Sinan Akçıl) - 2014: Yaşamak Ne Güzel Şey (mit Ozan Doğulu) - 2015: Gidiyorum (mit Yalçın Aşan) - 2015: Yakın Mesafe - 2016: Birliğe Ulaş - 2016: Ağır Yaralı (mit Enbe Orkestrası) - 2017: Kanadı Değdi Sevdaya - 2017: Darmaduman - 2018: Yoh Yoh - 2018: Minnet Eylemem (mit Selda Bağcan) - 2019: Ufo - 2019: Kıyasıya - 2020: Derman Sendedir - 2020: O Yar Gelir - 2020: Bir Kadın - 2020: Benim Hala Umudum Var / Ah Bu Ben - 2021: Yaramaz - 2022: Felek Çakmağını Üstüme Çaktı - 2022: Anıları Yak - 2023: Kör Kuyular - 2023: Şerefine - 2023: Gülümse (mit Mili B) - 2024: Sen ve Ben - 2025: Kara Gözlüm (mit Orhan Yıldırım) - 2025: Çok Özledim (mit Serkan Öz) - 2025: Nerdesin (mit Serkan Yılmaz) - 2025: Yankın Var - 2025: Kuyruklu (mit Murat Dalkılıç & Yaren Özaydın) - 2025: Neresindeyiz Aşkın? |

### Gastauftritte
- 2007: Çoban (von Mustafa Sandal – Hintergrundstimme)